# Lista dell'Unità - I Rosso-Verdi
La Lista dell'Unità - I Rosso-Verdi (in danese Enhedslisten - De Rød-Grønne, EL) è un partito politico ecosocialista danese di sinistra, attivo dal 1989.
Esso si è formato dall'alleanza di tre partiti:
- i Socialisti di Sinistra;
- il Partito Comunista di Danimarca;
- il Partito Socialista dei Lavoratori.

A questi si aggiunse, nel 1994, il Partito Comunista dei Lavoratori.

## Storia
L'Alleanza Rosso-Verde fu formata, nel 1989, come alleanza elettorale fra tre partiti di estrema sinistra: i Socialisti di Sinistra (VS), il Partito Comunista di Danimarca (DKP) e il Partito Socialista dei Lavoratori (SAP). Il piano originario era quello, in realtà, di unire queste forze politiche insieme ai Verdi (De Grønne) e al partito postcomunista Corso Comune per creare un ampio movimento progressista, ma ciò non si è mai concretizzato. Un quarto partito, il Partito Comunista dei Lavoratori (KAP), entrò nell'Alleanza nel 1994.
Prima delle elezioni parlamentari del 2007, il partito mise in lista Asmaa Abdol-Hamid, una candidata che si autodefinì come musulmana e socialista. La sua candidatura fu approvata da alcuni imam e osteggiata da altri islamici (ad esempio dal gruppo Hizb al-Tahrir). Ella indossava spesso il velo islamico e non stringeva la mano ad altri uomini: questi fatti, insieme ad alcune sue dichiarazioni riguardanti la politica e la religione la fecero diventare bersaglio di molte critiche da parte di esponenti di tutto l'asse politico. Importanti figure di sinistra hanno anche citato la sua candidatura come una ragione per ritirare il loro sostegno dal partito. Una rete anti-religiosa è stata creata all'interno del partito con l'obiettivo dichiarato di trasformare l'Alleanza Rosso-Verde in una formazione politica atea con alla base un materialismo marxista. Durante la campagna elettorale ci sono state speculazioni sul fatto che la sua candidatura potesse attirare o far diminuire gli elettori.
I risultati delle elezioni parlamentari del 2007 sono del 2,2% per il partito, in calo del 1,2% rispetto al 2005; Abdol-Hamid non viene eletta. Il partito ha diritto a 4 deputati. Il partito si pone all'opposizione del governo di centro-destra (V-KF).
Alle elezioni parlamentari del 2011 l'Alleanza Rosso-Verde ottenne il 6,7% dei voti, passando da 4 a 12 deputati, all'interno della cosiddetta Alleanza Rossa, per la formazione di un governo di centro-sinistra (SD-RV-SF).
Alle elezioni parlamentari del 2015 l'Alleanza Rosso-Verde ottenne il 7,8% dei voti, passando da 12 a 14 deputati.
Nel giugno 2018 aderisce al movimento europeo Ora il Popolo. Nel 2024 abbandona il Partito della Sinistra Europea per aderire all'European Left Alliance.

## Loghi

Logo 2007-2010
Logo 2010-2016
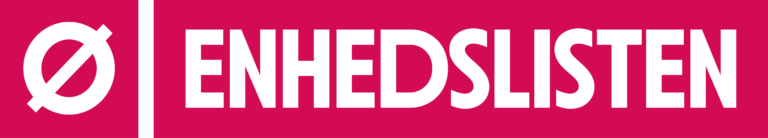
Logo dal 2017

## Risultati elettorali
| Elezione          | Voti    | %    | Seggi    |
| ----------------- | ------- | ---- | -------- |
| Parlamentari 1990 | 54.038  | 1,7  | 0 / 179  |
| Parlamentari 1994 | 104.701 | 3,1  | 6 / 179  |
| Parlamentari 1998 | 91.933  | 2,7  | 5 / 179  |
| Parlamentari 2001 | 82.685  | 2,4  | 4 / 179  |
| Parlamentari 2005 | 114.123 | 3,4  | 6 / 179  |
| Parlamentari 2007 | 74.982  | 2,2  | 4 / 179  |
| Parlamentari 2011 | 236.860 | 6,7  | 12 / 179 |
| Parlamentari 2015 | 274.463 | 7,8  | 14 / 179 |
| Europee 2019      | 151.903 | 5,51 | 1 / 13   |
| Parlamentari 2019 | 244 664 | 6,93 | 13 / 179 |
| Parlamentari 2022 | 182.305 | 5,16 | 9 / 179  |